# Air Vallée
Air Vallée – nieistniejąca włoska linia lotnicza z siedzibą w Genui. Głównym węzłem był port lotniczy Genua.
W czerwcu 2016 zaprzestała prowadzenia działalności.